# Jean-Marc Théolleyre
Jean-Marc Théolleyre, né le 31 juillet 1924 à Lyon et mort le 12 juin 2001 à Noisy-le-Grand, est un journaliste français. Il fut un chroniqueur judiciaire renommé dans la seconde moitié du XXe siècle, pour le quotidien parisien Le Monde où il fit presque toute sa carrière.

## Carrière
Lycéen à Lyon, il devient résistant durant la Seconde Guerre mondiale, en 1943 à Toulouse, où il sert de « courrier » pour un réseau, à 17 ans. Arrêté par la Gestapo, il est torturé et en conserve des traces à ses phalanges par la suite. Il est déporté à Buchenwald durant près de deux ans. Il est libéré en 1945 et entre au Monde comme reporter, la même année, en octobre, à 21 ans, avec l'appui d'un autre ancien résistant, rencontré à Buchenwald, Rémy Roure,,,. 
Il est d'abord chargé des faits divers puis il est courriériste littéraire, publie des portraits d'écrivains, et devient chroniqueur judiciaire à partir de la fin des années 1940,. Il suit certains des grands procès de l'après-guerre comme ceux de Vichystes et de collaborateurs, celui d'Oradour-sur-Glane (1953), ceux des Allemands Carl Oberg et Helmut Knochen (1954). Mais aussi celui d'Amélie Rabilloud (1952), de Marie Besnard, de Gaston Dominici, de Jacques Fesch ou encore la mystérieuse Affaire Pronnier dans le Pas-de-Calais en 1951. 
Désireux d'être mieux payé du fait de ses charges de famille alors que le directeur du Monde, Hubert Beuve-Méry, est connu pour offrir des salaires faibles, il quitte ce quotidien, rejoint brièvement d'avril 1957 à novembre 1957 Le Figaro littéraire, où il est grand reporter puis devient grand reporter et chroniqueur judiciaire à Paris-Journal. 
En 1959, après avoir reçu le prix Albert-Londres, il revient au Monde, comme grand reporter et chroniqueur judiciaire. Il couvre notamment les procès liés à la guerre d'Algérie comme celui du réseau Jeanson, du général Salan, de la Semaine des barricades, de l'attentat du Petit-Clamart. Il couvre aussi le procès d'Adolf Eichmann à Jérusalem en 1961,. De 1970 à 1975, il est envoyé permanent pour la région Rhône-Alpes, puis reprend ses fonctions de critique littéraire et grand reporter chargé de la chronique judiciaire. C'est à ce titre qu'il suit de près en mai 1983 l'épilogue de l'Affaire Bodourian, suite et fin de douze ans de procédures impliquant les grandes compagnies pétrolières et leurs dirigeants inculpés d'entente illicite à Marseille. En 1987, il couvre pour Le Monde son dernier procès, celui de Klaus Barbie à Lyon. De 1987 à 1989, à la fin de sa carrière, il dirige le service des « informations générales » du quotidien. Il part en retraite en 1989. 
Il a longtemps présidé l'association de la presse judiciaire et participé aux instances de la société des rédacteurs du Monde.
Ce catholique s'est opposé à la peine de mort depuis les années 1950. Il publie à ce sujet en 1977 un pamphlet, Tout condamné à mort aura la tête tranchée.
Il réfléchit sur son métier de chroniqueur judiciaire dans Les médias et la justice (1996) notant que le chroniqueur judiciaire est « un personnage particulier » dans les relations passionnelles qu’entretiennent les médias et la justice : « Pour être sinon en voie de disparition, du moins dépouillé de sa noblesse historique dans l’évolution de la presse française, il n’en reste pas moins l’interlocuteur privilégié aussi bien des magistrats que des avocats ». Il souligne aussi qu'il a fait partie d'une « nouvelle génération de chroniqueurs judiciaires », issue des « années noires de l’Occupation », qui s’est faite plus critique à l’égard de l’institution judiciaire : « Comment tout ce rituel est conduit, comment fonctionne en sa phase ultime et publique la machine pénale, comment se sont établies des habitudes plus mauvaises que bonnes, voilà ce dont se souciaient soudain nos nouveaux journalistes ». Il s’agissait pour eux de veiller à l’équité du procès et au respect du droit des accusés. Il a pu bénéficier d'une page voire de deux pages dans Le Monde pour ses comptes-rendus de certains procès.

## Distinctions
- Médaille de la Résistance française avec rosette (1948)[18],[19],[20]
- Prix Albert-Londres (1959), « pour l'ensemble de ses chroniques judiciaires et de ses reportages » sur le pape Pie XII et l'élection de son successeur Jean XXIII[21],[22],[23]
- Prix de la Fondation Mumm pour la presse écrite (1988) pour son papier « Klaus Barbie n'a rien à dire... » (Le Monde du 28 mai 1987),[23].

## Condamnation judiciaire pour diffamation
Jean-Marc Théolleyre fut condamné en 1983 par la cour d'appel de Paris pour diffamation, ayant suggéré, dans son ouvrage publié l'année précédente, Les néo-nazis (éd. Messidor/Temps actuels, éditeur lié au Parti communiste français) que « Jean-Marie Le Pen professait des opinions néo-nazies ». L'arrêt de la cour retient notamment que « il n'a pas fait preuve de la prudence, de la réserve et de l'objectivité qui s'imposaient en procédant par amalgame ou insinuations » (cour d'appel de Paris , 15 juin 1983).

## Publications
- Le procès des fuites, Paris, Calmann-Lévy, 1956 (Lire le début en ligne)
- Ces procès qui ébranlèrent la France, 1966,  Paris, Le Cercle du nouveau livre d'histoire (Lire le début en ligne) (comptes-rendus d’audience de procès liés au processus de décolonisation)
- Tout condamné à mort aura la tête tranchée, Paris, Tema-éditions, 1977
- Les néo-nazis, Paris, Messidor/Temps actuels, 1982 (Lire le début en ligne)
- Procès d'après-guerre : Je suis partout, René Hardy, Oradour-sur-Glane, Oberg et Knochen, Paris, La Découverte/Le Monde, 1985 (dossier présenté et établi par Jean-Marc Théolleyre)
- L'accusée: 45 ans de justice en France, 1945-1990, Grasset, 1991 (Lire le début en ligne)
- Les médias et la justice (avec l'avocat Henri Leclerc), Paris, Éd. CFPJ, 1996 (Lire en ligne le début)